# Renan Ferreira
Pour les articles homonymes, voir Ferreira.
Renan Ferreira, né le 23 novembre 1989 à Porangatu dans l'État de Goiás, est un pratiquant brésilien d'arts martiaux mixtes (MMA). Il combat actuellement dans la division des poids lourds de la Professional Fighters League.

## Biographie
Avant de poursuivre une carrière à plein temps dans les combats, Ferreira travaille comme agent de sécurité privé et ouvrier du bâtiment. Son parcours commencé par une formation en jiu-jitsu dans le cadre d’un projet social pour les enfants à faible revenu à Brasilia en 2013. Trois ans plus tard, après avoir déménagé à Rio de Janeiro, il laisse derrière lui ses précédents emplois pour se concentrer exclusivement sur les arts martiaux mixtes.
Son déménagement à Rio constitue un tournant dans sa carrière en arts martiaux mixtes. Il s'entraîne au sein du gymnase dirigé par les légendes du MMA, Antônio Rodrigo Nogueira et Antônio Rogério Nogueira, connus sous les surnoms de Big Nog et Lil Nog. Là-bas, il côtoie d'anciens combattants renommés de l'UFC, tels que Ronaldo "Jacaré" Souza et Junior dos Santos,.
De plus, Ferreira est invité à incarner Werdum dans un film biographique consacré à la légende du jiu-jitsu Fernando Tererê, intitulé O Faixa Preta.

## Carrière dans les arts martiaux mixtes

### Début de carrière
Ferreira commence sa carrière professionnelle en MMA en 2013 et cumule un record de 5-1 avant de signer avec la Legacy Fighting Alliance,.

### Legacy Fighting Alliance
Le 28 juin 2019, lors de ses débuts en LFA, Ferreira affronte Brett Martin au LFA 70. Il perd le combat par disqualification à cause de coups illégaux,.
Le 30 août 2019, Ferreira affronte Jared Vanderaa au LFA 74. Il remporte le combat par soumission par étranglement triangulaire au deuxième round.

### Professional Fighters League

#### Saison 2021
Le 6 mai 2021, Ferreira fait ses débuts promotionnels contre Fabrício Werdum lors du PFL 3. Il remporte initialement le combat par KO technique au premier round. Toutefois, le résultat suscite des controverses, les rediffusions montrant Ferreira tapant alors que Werdum l’a enfermé dans un étranglement triangulaire juste avant que Ferreira ne termine Werdum. Le 10 mai, le New Jersey State Athletic Control Board annonce que la victoire par TKO de Ferreira est annulée et requalifiée en no contest en raison de la controverse liée à l'arrêt du combat,.
Le 25 juin 2021, Ferreira doit affronter le champion poids lourd de la saison 2019 de la Professional Fighters League, Ali Isaev lors du PFL 6. Cependant, Isaev est contraint de se retirer de l'événement après ne pas avoir été médicalement autorisé à concourir, et il est remplacé par le nouveau venu du PFL, Stuart Austin. Austin est toutefois retiré du combat pour des raisons inconnues et remplacé par le retour du combattant du PFL, Carl Seumanutafa. Ferreira remporte finalement le combat par décision unanime,.

#### Saison 2022
le 28 avril 2022, Ferreira a affronté Jamelle Jones au PFL 2 . Il remporté le combat par KO au premier round.
Le 24 juin 2022, Ferreira affronte Klidson Abreu au PFL 5 . Il a d'abord perdu le combat par décision unanime. Cependant, la Commission athlétique et de divertissement de Géorgie a annulé le résultat du combat, après qu'Abreu ait échoué à un test de dépistage de drogues pour des substances non spécifiées.
Le 13 août 2022, Ferreira affronte Ante Delija le 13 août 2022 au PFL 8. Il perd le combat par TKO au premier round.

#### Saison 2023
Le 7 avril 2023, Ferreira débuté sa saison 2023 contre Rizvan Kuniev au PFL 2 . Il a d'abord perdu le combat par décision unanime, mais le résultat a été changé en no contest lorsque Kuniev a échoué à un test de dépistage de drogue,.
Le 16 juin 2023, Ferreira affronte Matheus Scheffel au PFL 5. Il a remporté le combat par KO au premier round,.
En demi-finale, Ferreira affronte Maurice Greene le 18 août 2023, au PFL 8 . Il remporte le combat par KO au premier round.
Le 24 novembre 2023, en route vers la finale du tournoi des poids lourds, Ferreira affronte Denis Goltsov au PFL 10 . Il remporte le combat par TKO au deuxième tour pour remporter le tournoi des poids lourds 2023 et un million de dollars.

#### 2024
Le 24 février 2024, Ferreira affronte le champion poids lourd du Bellator, Ryan Bader dans un combat croisé sans titre en trois rounds au PFL vs. Bellator. Il remporté le combat par KO vingt et une secondes après le début du premier round.
Le 19 octobre 2024, Ferreira affronte l'ancien champion poids lourd de l'UFC Francis Ngannou pour le championnat PFL Heavyweight Superfight au PFL Super Fights : Battle of the Giants. Il perd le combat par KO via des coups au sol au premier round.

## Palmarès

### Distinctions
- Professional Fighters League
  - Championnat du monde des poids lourds PFL 2023
  - PFL contre Bellator Champion des Champions Championnat du Monde de Superfight Poids Lourds (Une fois)

### Palmarès en arts martiaux mixtes
| 20 combats           | 13 victoires | 4 défaites |
| Par KO               | 11           | 2          |
| Par soumission       | 1            | 1          |
| Sur décision         | 1            | 0          |
| Par disqualification | 0            | 1          |
| Sans décision        | 3            | 3          |

| Résultat      | Record   | Adversaire       | Méthode                               | Événement                              | Date              | Round | Temps | Lieu                                  | Notes |
| ------------- | -------- | ---------------- | ------------------------------------- | -------------------------------------- | ----------------- | ----- | ----- | ------------------------------------- | --- |
| Défaite       | 13-4 (3) | Francis Ngannou  | TKO (poing)                           | PFL Super Fights: Battle of the Giants | 19 octobre 2024   | 1     | 3:32  | Riyad, Arabie saoudite                | Pour le premier championnat du monde des poids lourds de la PFL Super Fights. |
| Victoire      | 13-3 (3) | Ryan Bader       | TKO (poing)                           | PFL vs. Bellator                       | 24 février 2024   | 1     | 0:21  | Riyad, Arabie saoudite                | remporté le championnat du monde des poids lourds PFL vs. Bellator Champion of Champions" Super Fights.                                                                                       |
| Victoire      | 12-3 (3) | Denis Golstov    | TKO (poing)                           | PFL 10 (2023)                          | 24 novembre 2023  | 2     | 0:26  | Washington, D.C, États-Unis           | Demi-finale du tournoi des poids lourds de la PFL |
| Victoire      | 11-3 (3) | Maurice Greene   | TKO (poing)                           | PFL 8 (2023)                           | 18 aout 2023      | 1     | 4:46  | New York, États-Unis                  | Demi-finale du tournoi des poids lourds de la PFL. |
| Victoire      | 10-3 (3) | Matheus Scheffel | KO (poing)                            | PFL 5 (2023)                           | 16 juin 2023      | 1     | 0:50  | Atlanta, Géorgie, États-Unis          | |
| Sans décision | 9-3 (3)  | Rizvan Kuniev    | NC                                    | PFL 2 (2023)                           | 7 avril 2023      | 3     | 5:00  | Las Vegas, Nevada, États-Unis         | À l'origine, Kuniev avait été déclaré vainqueur par décision unanime. Cette décision a été annulée après qu'il a été contrôlé positif à des substances interdites.                            |
| Défaite       | 9-3 (2)  | Ante Delija      | TKO (poing)                           | PFL 8 (2022)                           | 13 aout 2022      | 1     | 4:31  | Cardiff, Pays de Galles, Royaume-Uni  | 2022 Demi-finale du tournoi des poids lourds de la PFL. |
| Sans décision | 9-2 (2)  | Klidson Abreu    | NC                                    | PFL 5 (2022)                           | 24 juin 2022      | 3     | 5:00  | Atlanta, Géorgie, États-Unis          | À l'origine, Abreu avait été déclaré vainqueur par décision unanime. Cette décision a été annulée après qu'il a été contrôlé positif à des substances interdites.                             |
| Victoire      | 9-2 (1)  | Jamelle Jones    | KO (coup de pied frontal et poing)    | PFL 2 (2022)                           | 28 avril 2022     | 1     | 0:25  | Arlington, Texas, États-Unis          | |
| Victoire      | 8-1 (1)  | Stuart Austin    | KO (poing)                            | PFL 8 (2021)                           | 19 aout 2021      | 1     | 0:31  | Hollywood, Floride, États-Unis        | |
| Victoire      | 7-2 (1)  | Carl Seumanutafa | Décision unanime                      | PFL 6 (2021)                           | 25 juin 2021      | 3     | 5:00  | Atlantic City, New Jersey, États-Unis | |
| Sans décision | 6-2 (1)  | Fabrício Werdum  | NC                                    | PFL 3 (2021)                           | 6 mai 2021        | 1     | 2:32  | Atlantic City, New Jersey, États-Unis | Initialement une victoire de Ferreira par TKO ; changé en « sans décision » suite aux images montrant Ferreira abandonner en raison d'une prise de soumission portée plus tôt dans le combat. |
| Victoire      | 6-2      | Jared Vanderaa   | Soumission (étranglement en triangle) | LFA 74                                 | 30 aout 2019      | 2     | 2:37  | Riverside, Californie, États-Unis     | |
| Défaite       | 5-2      | Brett Martin     | disqualification (coups illégaux)     | LFA 70                                 | 28 juin 2019      | 1     | 3:14  | Madison, Wisconsin, États-Unis        | |
| Victoire      | 5-1      | Fabrício Almeida | TKO (poing)                           | Future FC 3                            | 22 mars 2019      | 2     | 3:57  | Indaiatuba, Brésil                    | |
| Victoire      | 4-1      | Tiago Cardoso    | KO (coup de poing)                    | NCE 30                                 | 15 septembre 2018 | 1     | 1:39  | Rio de Janeiro, Brésil                | |
| Victoire      | 3-1      | Carlos Ruan      | KO (poing)                            | FLC 6                                  | 14 décembre 2017  | 1     | 3:30  | Paris, France                         | Performance de la soirée. |
| Défaite       | 2-1      | Vinicius Moreira | Soumission (clé de bras)              | FAM Fight Night 1                      | 3 septembre 2016  | 1     | 3:37  | Goiânia, Brésil                       | Pour le titre vacant de champion poids lourd de la FAMMA. |
| Victoire      | 2-0      | Alexandre Sabara | TKO (abandon)                         | Acai do Japa Fight 2                   | 13 décembre 2014  | 2     | NC    | Paranoá, Brésil                       | |
| Victoire      | 1-0      | Marcio Marques   | TKO (poing)                           | MMA Fest - Porangatu                   | 14 décembre 2013  | 1     | 0:43  | Porangatu, Brésil                     | |

## Combats à la carte
| Non | Événement                                  | Lutte                   | Date            | Lieu             | Ville                  | Achats PPV   |
| --- | ------------------------------------------ | ----------------------- | --------------- | ---------------- | ---------------------- | ------------ |
| 1.  | PFL contre Bellator                        | Ferreira contre Bader   | 24 février 2024 | Arène du Royaume | Riyad, Arabie Saoudite | Non divulgué |
| 2.  | Super combats PFL : la bataille des géants | Ngannou contre Ferreira | 19 octobre 2024 | Les Mayadeen     | Riyad, Arabie Saoudite | Non divulgué |